# Saint-Saturnin-du-Bois
Saint-Saturnin-du-Bois é uma comuna francesa na região administrativa da Nova Aquitânia, no departamento de Charente-Maritime. Estende-se por uma área de 25,21 km². Em 2010 a comuna tinha 927 habitantes (densidade: 36,8 hab./km²).